# Turnos
Turnos er en almindelig betegnelse for den franske mønt gros tournois, der prægedes fra 1266.
Navnet kommer af indskriften på møntens bagside TVRONVS CIVIS 'byen Tours'.
Mønten skabt af Louis IX under sin monetære reform af 1260-1263.
Turnos vejer ca. 4,52 gram næsten rent sølv, og er værd 12 deniers tournois
Turnos (Gros tournois) blev oprettet efter syvende Korstog (1248-1254), efter at Louis IX opdagede den arabiske monetære system. Under samme reform, skabes også de første guld mønter , men disse meget begrænset og til et rent politisk formål.
Turnos blev fremstilles i overflod til at passe ind i komplekset monetære system af tiden.
De er blandt de mest efterlignede valutaer i middelalderen.
Der er fundet flere skatte i Danmark, indeholdende Turnorser